# Beaumont-Hague
Beaumont-Hague – miejscowość i dawna gmina we Francji, w regionie Normandia, w departamencie Manche. W 2013 roku populacja gminy wynosiła 1514 mieszkańców. 
W dniu 1 stycznia 2017 roku z połączenia 19 ówczesnych gmin – Acqueville, Auderville, Beaumont-Hague, Biville, Branville-Hague, Digulleville, Éculleville, Flottemanville-Hague, Gréville-Hague, Herqueville, Jobourg, Omonville-la-Petite, Omonville-la-Rogue, Sainte-Croix-Hague, Saint-Germain-des-Vaux, Tonneville, Urville-Nacqueville, Vasteville oraz Vauville – utworzono nową gminę La Hague. Siedzibą gminy została miejscowość Beaumont-Hague. 